# 6e bataillon de chasseurs alpins
Le 6e bataillon de chasseurs alpins (6e BCA) est une unité militaire des troupes de montagne françaises (chasseurs alpins) qui participa notamment aux deux conflits mondiaux.
En 2025, il devient le 6e groupement d'instruction de montagne (6e GIM), rattaché à la 27e BIM.

## Création et différentes dénominations
- 1840 : création du 6e bataillon de chasseurs à pied (6e BCP),
- 1842 : devient 6e bataillon de chasseurs d'Orléans,
- 1844 : redevient 6e bataillon de chasseurs à pied (6e BCP),
- 1888 : devient le 6e bataillon alpin de chasseurs à pied[1] (6e BACP),
- 1914 : le 2 août, il met sur pied le 46e bataillon de chasseurs alpins,
- 1916 : devient le 6e bataillon de chasseurs alpins (6e BCA),
- 1942 : dissolution du bataillon,
- 1944 : nouvelle formation du bataillon,
- 1994 : dissolution du bataillon,
- 2019 : création du Centre de formation initiale des militaires du rang de la 27e brigade d'infanterie de montagne (CFIM de la 27e BIM - 6e bataillon de chasseurs alpins),
- 2025 : devient le 6e Groupement d'instruction de Montagne (6e GIM).

## Historique des garnisons, campagnes et batailles

### Monarchie de Juillet
Les 10 bataillons de chasseurs prennent le nom de « Chasseurs d'Orléans » à la suite de la mort du Duc d'Orléans en 1842.
- 1841 : Expéditions de ravitaillement à Blidah, Médéa et Miliana (avec les 3e et 10e bataillons de chasseurs)
- 1843 : Expéditions dans l'Ouarsenis avec le 3e bataillon de chasseurs à pied
- 1845 : 6 compagnies à Alger et 2 compagnies et le dépôt à Toulouse

En 1850, le régiment est en garnison à Paris et son dépôt est à Douai.

### De 1871 à 1914

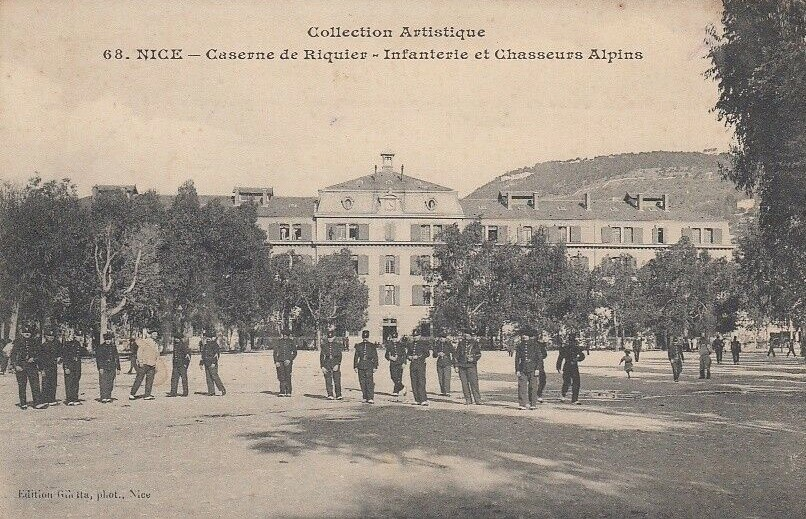
Soldats du RI et du 6e BCA devant la Caserne Riquier de Nice vers 1910.

### Second Empire

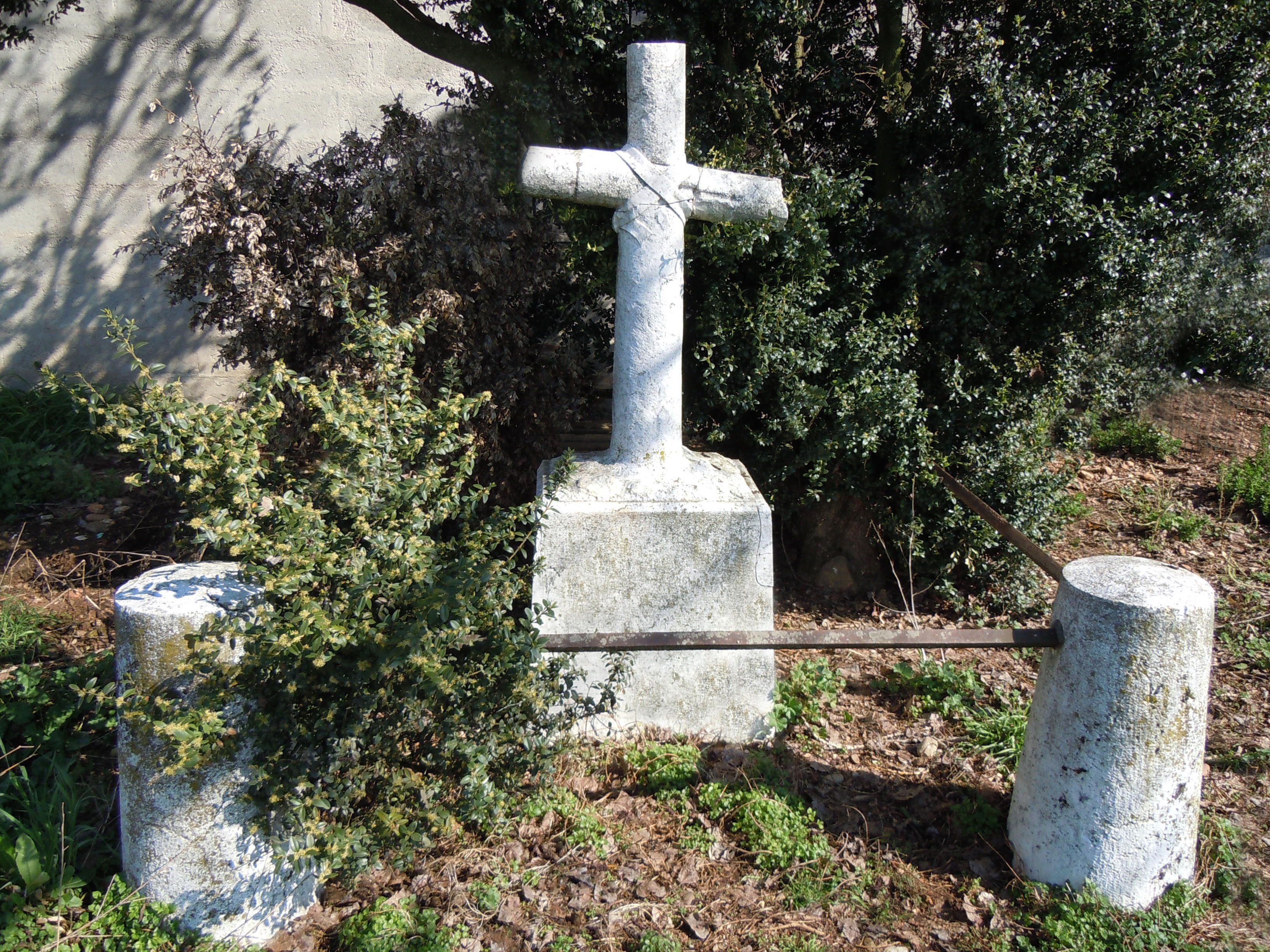
Pierre commémorative à la mémoire des Admell Tonnelier, capitaine des 6e bataillon de chasseurs à pied, tué à la bataille de Solférino

- Guerre de Crimée,
- Indépendance italienne en 1859.

### Première Guerre mondiale

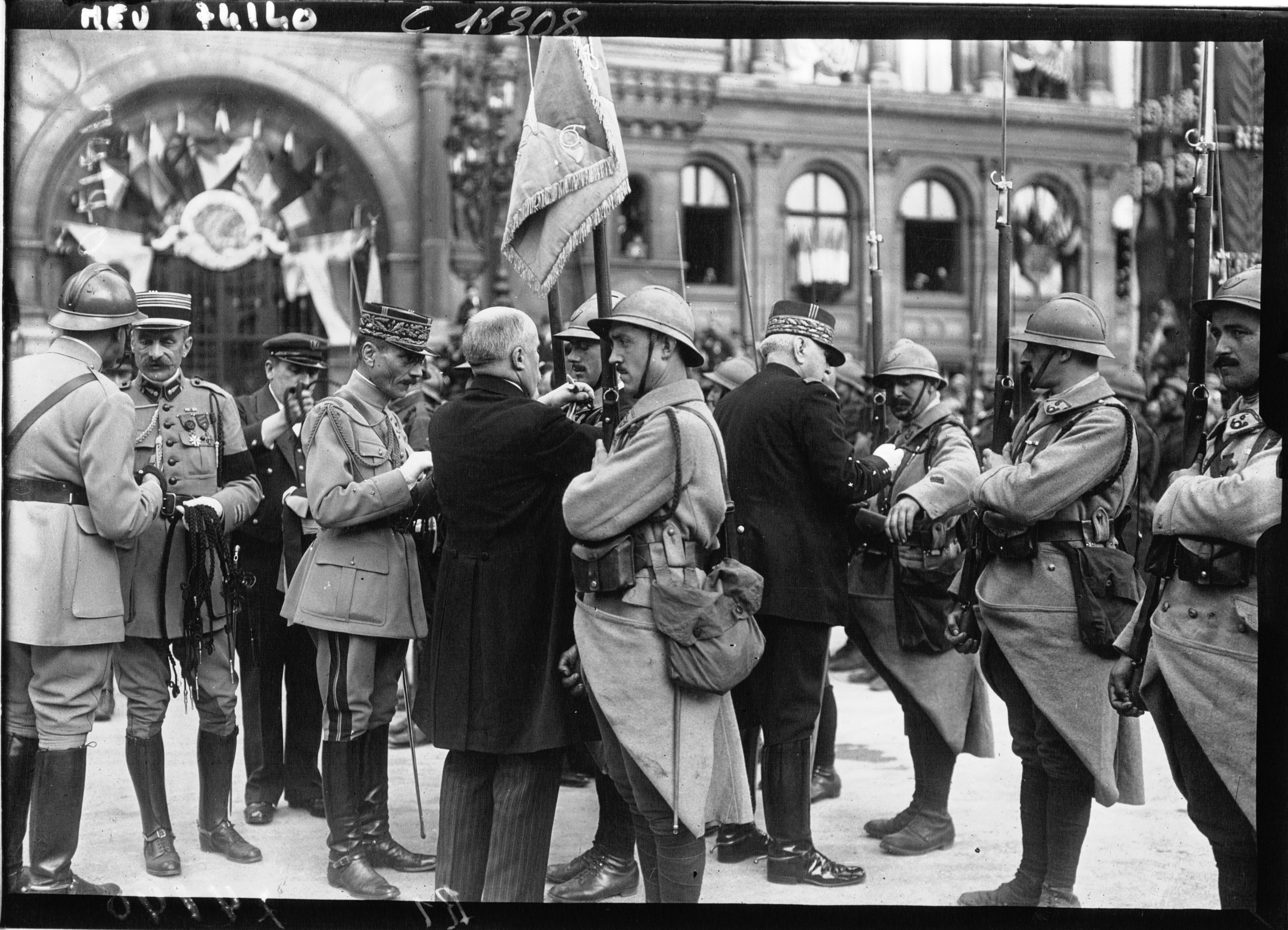
Des chasseurs du 6e BCA décorés par le président Raymond Poincaré en 1919.

#### Rattachements successifs
- Groupe de bataillons de chasseurs de la 2e armée en août 1914
- 29e division d'infanterie d'août à novembre 1914
- Groupe Bordeaux de novembre 1914 à janvier 1915
- 47e division d'infanterie (à la 4e brigade de chasseurs) de janvier 1915 à mai 1916
- 46e division d'infanterie (à la 8e brigade de chasseurs) de mai à novembre 1916
- 46e division d'infanterie (à la 6e brigade de chasseurs) de novembre à novembre 1916
- 66e division d'infanterie (au 7e groupe de chasseurs) de novembre 1916 à novembre 1918

#### 1914

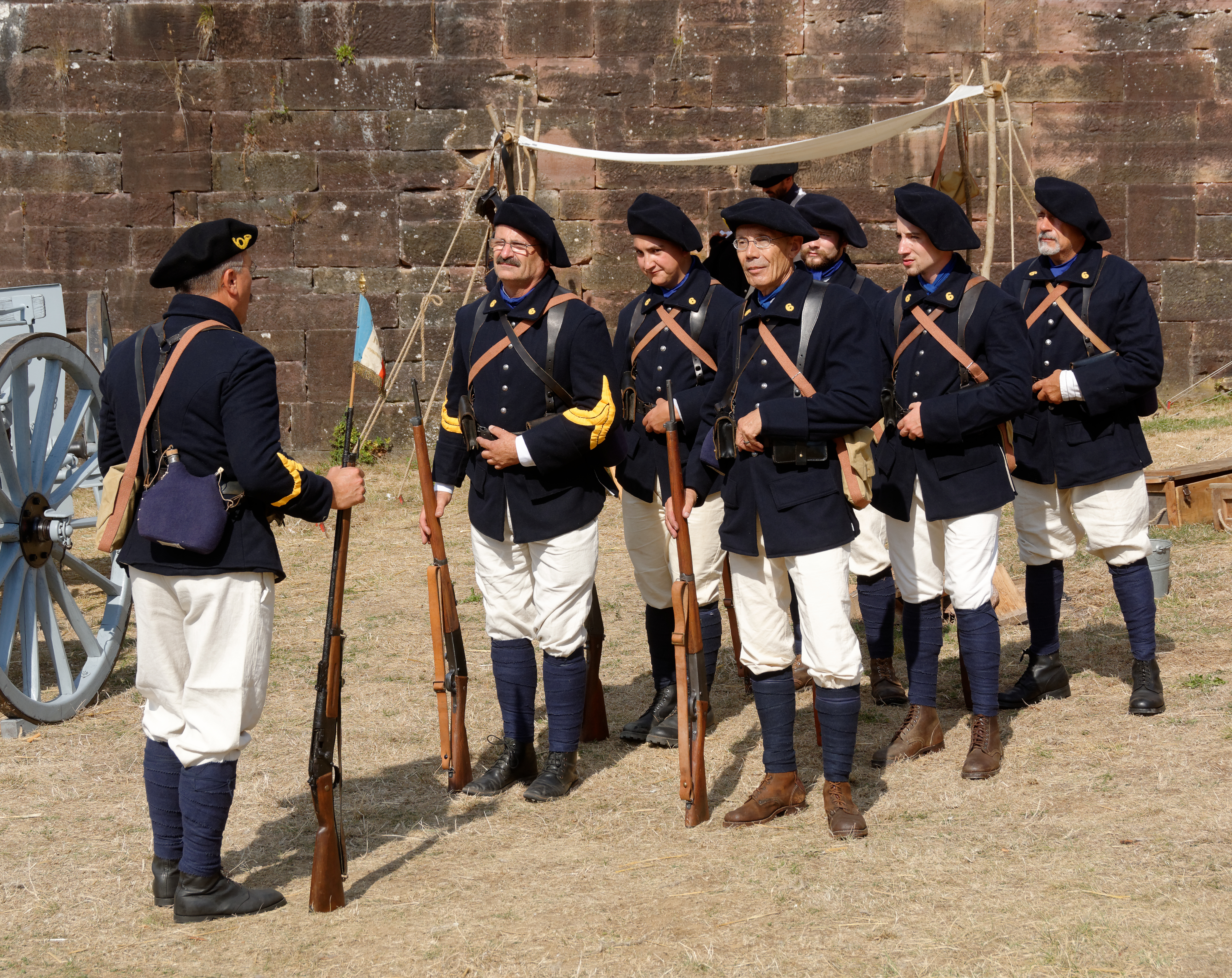
Reconstitution de l'uniforme du 6e BACP en 1914.

- Offensive de la IIe armée dans le cadre de la Bataille de Lorraine (1914)
  - 10 août : commandés par le chef de bataillon Lançon, ses 1 717 hommes débarquent tardivement les 10 et 11 août en gare de Vézelise car en manœuvre dans les Alpes lors de la mobilisation. Ne participe donc pas avec son 15e corps d'armée (général Espinasse) à la victoire de Moncourt du 14 août
  - 17 août : de Gelucourt à Guéblange-lès-Dieuze avec une patrouille envoyée à Dieuze évacué par l'ennemi
  - 18 août : journée de repos à Guéblange-lès-Dieuze
  - 19 août : à 7h30, prise d'assaut de Vergaville occupé avec son secteur nord
- 20 août : résiste d'abord à la contre-offensive de la 6e armée allemande victorieuse. Puis, à 9 heures, reçoit l'ordre de se replier en premier sur Gelucourt pour y organiser une position de défense protégeant ainsi la retraite ultérieure des unités du 15e corps d'armée en résistant aux attaques ennemies jusqu'à 22 heures
  - De la nuit du 20 août au 24 août : conformément aux ordres, se replie en deux jours avec son 15e corps d'armée sur le côté ouest de la nasse de Lunéville - entre le 20e corps d'armée de Foch et le 16e corps d'armée de Montpellier. Nasse de Lunéville organisée pour y piéger l'aile gauche de la 6e armée allemande qui s'y engouffre le 24 août jusqu'à Rozelieures.
- À partir du 25 août, contre offensive victorieuse de la IIe armée du général Édouard de Castelnau dans "sa" nasse piégeuse de la trouée de Lunéville
  - 25 août : victoire de Landécourt jusqu'au Grand Bois
  - 26 août : victoires de Lamath puis Xermaménil avec franchissement de la Mortagne
  - 29 août : bois de Bareth à l'est de Xermaménil
  - 1er septembre : cote 278 au nord-est du bois de Bareth puis repli vers Bayon d'où il part le 3 septembre
- Du 3 septembre au 7 septembre : avec son 15e corps d'armée et en urgence absolue, il est envoyé rejoindre le secteur nord-ouest de Bar-le-Duc au sud de Verdun pour participer à la bataille de la Marne là où l'ennemi a ouvert une brèche entre la IVe armée et la IIIe armée
- Bataille de la Marne du 6 au 15 septembre
  - 7 septembre: Fains et Véel au nord-ouest de Bar-le-Duc avec le 15e corps des soldats du Midi intégré à la 3e armée française commandée par le général Maurice Sarrail
  - 12 septembre: Participe ainsi à la victoire de la bataille de Revigny-Vassincourt puis à la poursuite des troupes en repli sur 45 km de la 5e armée allemande qui se retranchent le 15 septembre sur le front Montblainville, Véry, Malancourt, Béthincourt et Forges en rive ouest de la Meuse
- Bataille de la Woëvre et des Hauts-de-Meuse
  - 28 octobre: Bois de Forges
- Offensive de la Xe armée en Artois
  - Fin décembre: Carency

#### 1915
De février à juillet il participe à la bataille du Reichsackerkopf.
- Juin-octobre: Bataille du Linge: prise du Petit-Reichaker

#### 1916

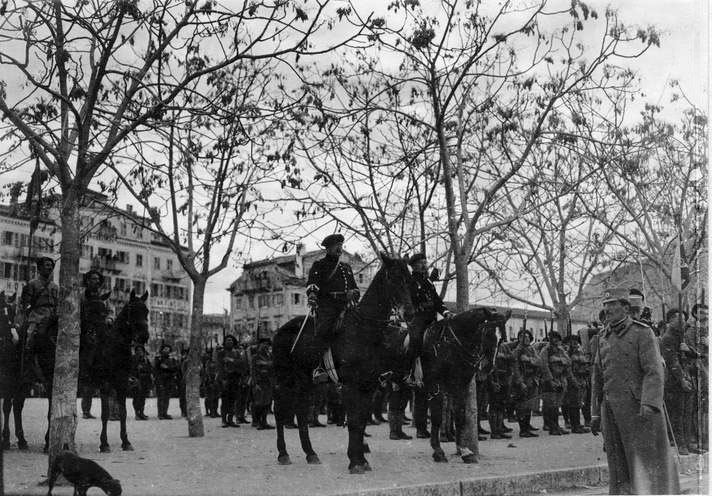
Alexandre de Serbie passe en revue, à Corfou, le 6e bataillon de chasseurs alpins ; le commandant Meullé-Desjardins salue du sabre.

- Février : le bataillon est impliqué dans l'évacuation des troupes serbes à Corfou
- Bataille de la Somme
  - Septembre: Bouchavesnes

#### 1917
- du 16 au 22 avril et du 25 juillet au 11 aout: Chemin des Dames[2]
- du 22 au 26 octobre, Aisne : La Malmaison

#### 1918
- Somme
  - Bois des Brouettes
  - le Gros Hêtre
  - 12 juillet: Castel
  - 23 juillet: Bois en Z
  - Morisel
- Picardie
  - 8 août: Moreuil
- Aisne
  - Plateau de Moisy
  - Mont des Singes

### Entre-deux-guerres

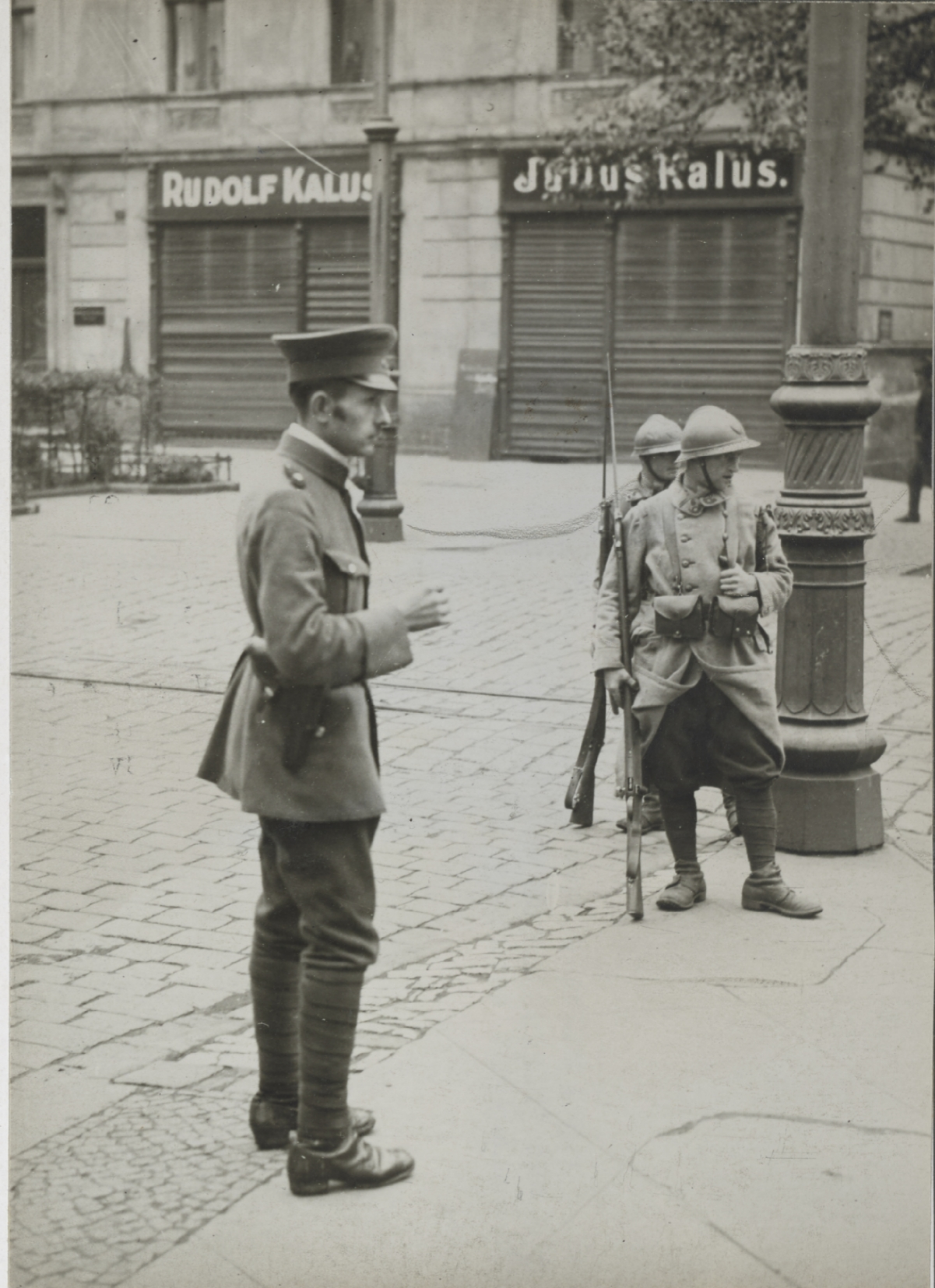
Chasseurs du 6e BCA avec un policier allemand (au premier plan) à Boguszyce en 1919.

- campagne en Haute Silésie pendant les insurrections de Silésie (1919)

### Seconde Guerre mondiale

#### 1939-1940
Le 6e BCA fait partie du corps expéditionnaire français en Scandinavie (CEFS) et participe à l'expédition de Narvik au sein de la 27e demi-brigade de chasseurs.
 De retour de Norvège le bataillon reste en Angleterre. Fin juin 1940, répondant à l'appel du 18 juin du général de Gaulle, 60 chasseurs alpins dont 31 volontaires sur un effectif de 730 hommes environ se rallient à la France libre. Les 670 autres rentrent en France et serviront dans l'Armée d'armistice.

#### 1941-1942

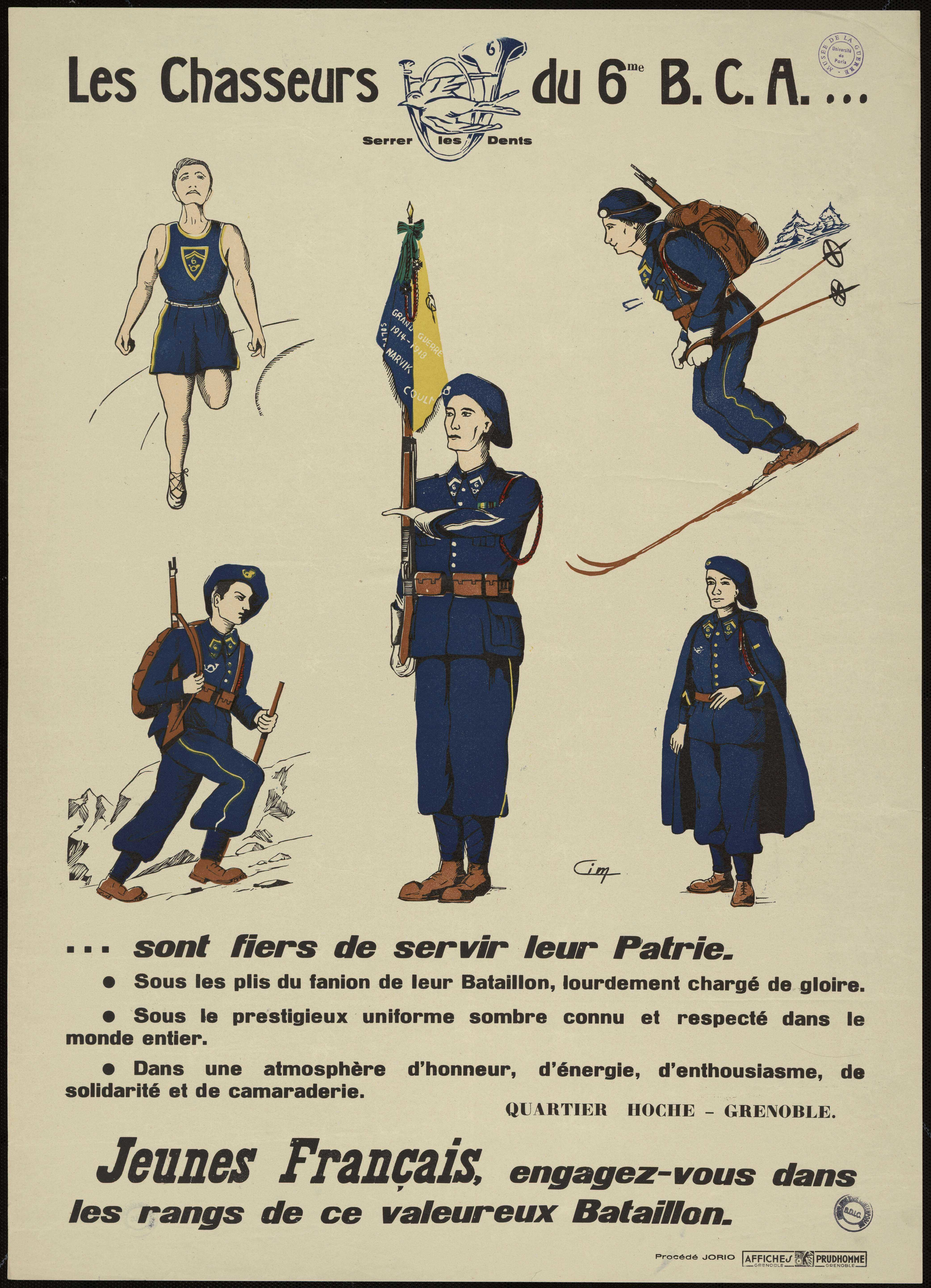
dissolution en 1942 avec l'occupation de la zone libre.  - Affiche de recrutement pour le 6e BCA sous Vichy.
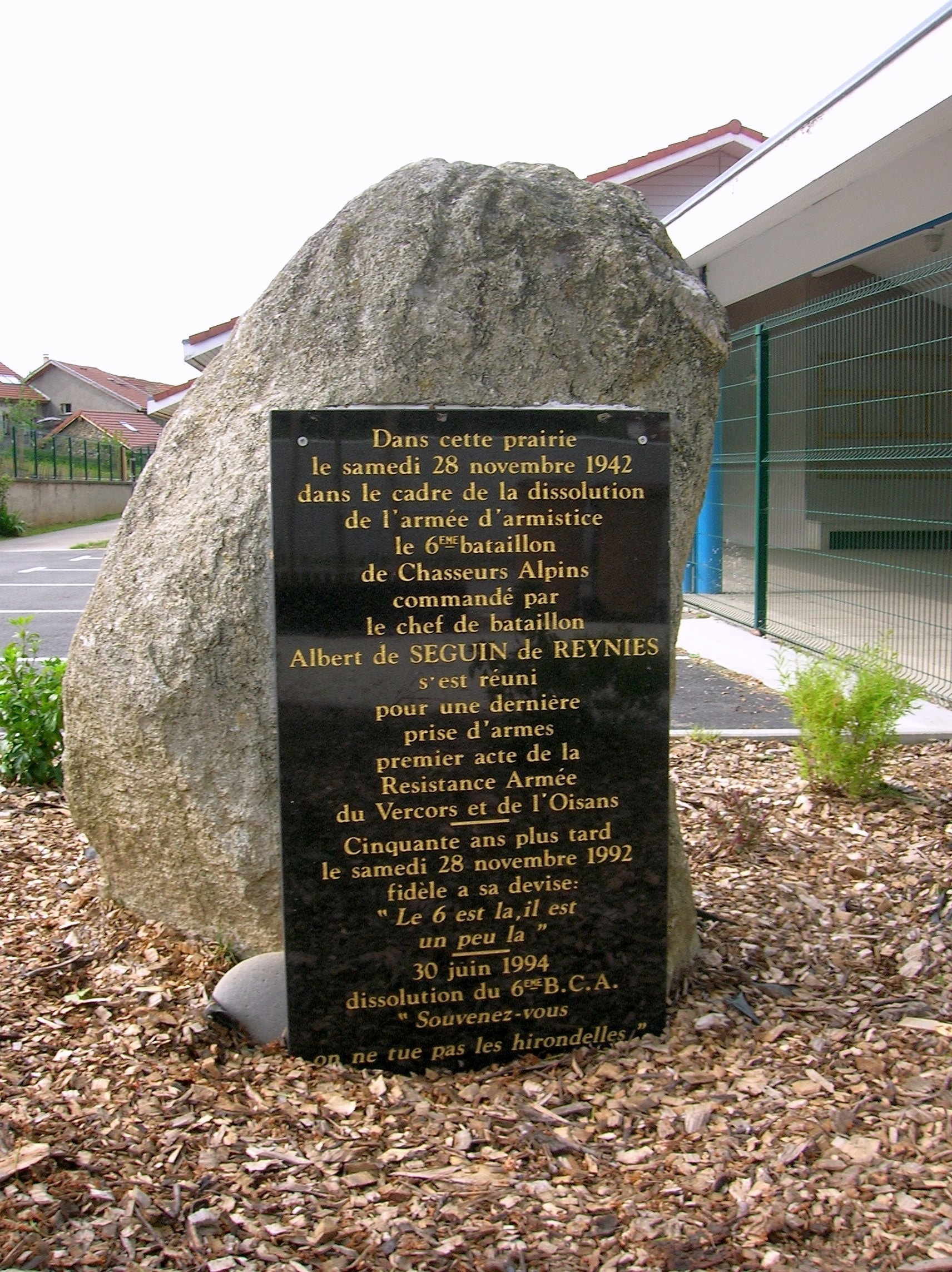
Mémorial à la hauteur de l'école du Barlatier, à Brié-et-Angonnes en rappel de la promesse des officiers d'entrer au maquis en novembre 1942.
  - Mémorial à la hauteur de l'école du Barlatier, à Brié-et-Angonnes en rappel de la promesse des officiers d'entrer au maquis en novembre 1942.

#### Résistance
- progressivement reconstitué, sans existence officielle, par les maquisards (« Bataillon Vercors »), sous le commandement du Chef de Bataillon Roland Costa de Beauregard (alias "Durieu"), avec comme adjoint le capitaine de Nadaillac. Le Capitaine Louis Guillaut (alias "Renard") commandait la 5e compagnie.

### Armée de la Libération
- reformation officielle dans les Alpes, en 1944 - Chef de Bataillon : Roland Costa de Beauregard. Affecté à la 27e division alpine.
- En 1944, une partie du 6e BCA resté en France rejoint les rangs de l'armée du Général De Lattre de Tassigny et partent combattre jusqu'en Allemagne et jusqu'à la victoire finale de Alliés[réf. nécessaire].

### De 1945 à nos jours
- 1947, occupation de l'Autriche, région d'Innsbruck
- 1952, Indochine
- fournit des volontaires pour la compagnie de marche envoyée dans le centre Annam.
- Pendant la guerre d'Algérie, il combat en Kabylie. Pendant les 7 ans de conflits, il perd 13 officiers, 17 sous-officiers et 42 caporaux et chasseurs[3]. Au cessez-le-feu du 19 mars 1962 en Algérie, le 6e BCA crée comme 91 autres régiments, les 114 unités de la Force Locale, comme le prévoient les accords d'Évian. Le 6e BCA forme une unité de la Force locale de l'ordre Algérienne, la 449e UFL-UFO, composés de 10 % de militaires métropolitains et de 90 % de militaires musulmans, qui pendant la période transitoire devaient être au service de l'exécutif provisoire algérien, jusqu'à l'indépendance de l'Algérie[réf. souhaitée]. Le 6e BCA retrouve sa garnison de Grenoble en novembre 1962[3].
- 1984 : fournit des appelés volontaires pour l'opération de la FINUL au sud Liban
- 1993: fournit une compagnie de volontaires pour l'Opération des Nations unies en Somalie ONUSOM II[4]
- dissolution en 1994
- À l'été 2019, le centre de formation initiale des militaires du rang de Gap change d’appellation et devient le CFIM de la 27e Brigade d'Infanterie de Montagne - 6e bataillon de chasseurs alpins[5].
- À l'été 2020, la 12e compagnie d'instruction est créée à Varces en complément de la portion centrale de Gap et de la 11e compagnie d'instruction.
- Le 1er juillet 2025, le CFIM - 6e BCA change d'appellation et devient le 6e groupement d'instruction de montagne (6e GIM). Il conserve le drapeau et les traditions du 6e bataillon de chasseurs alpins[6].

Il est chargé de la formation initiale des engagés volontaires des bataillons et régiments de la 27e brigade d'infanterie de montagne (7e BCA, 13e BCA, 27e BCA, 4e RCH, 93e RAM, 27e CCTM, EM 27e BIM et services de soutien).

## Traditions

### Insigne
L'insigne du bataillon représente une hirondelle traversant un cor de chasseurs.
L'origine de cet insigne date de la période où le bataillon stationnait à Nice. À l'automne, il quittait ses quartiers niçois pour passer l'hiver en montagne. Il revenait dans ses quartiers à Nice (caserne de Riquier) au printemps, en même temps que les hirondelles.

### Devise
Serrer les dents

### Drapeau
Comme tous les autres bataillons et groupes de chasseurs, le 6e BCA ne dispose pas d'un drapeau propre. (Voir le Drapeau des chasseurs).
Sa Flamme : Bleu et Jonquille

### Chant
- "Le 6e est là, il est un peu là!"
- "Encore un carreau, encore un carreau" (variante et refrain de La Protestation).
- La lune est claire, la ville dort

## Chefs de corps
- 1840 : chef de bataillon Forey
- 1845 : chef de bataillon Antoine Bauyn de Perreuse
- 17 février 1847 : chef de bataillon Armand Alexandre de Castagny
- 1859 : chef de bataillon de Potier
- 1883-1888 : chef de bataillon Sage
- 1888-1890 : chef de bataillon Durand
- 1890-1892 : chef de bataillon Levasnier
- 1892-1895 : chef de bataillon Henriot
- 1895-1897 : chef de bataillon Géraud François Gustave Reveilhac
- 1897-1906 : chef de bataillon F. J. J. Mirepoix
- 1906-1908 : chef de bataillon Jacquot
- 1908-1910 : chef de bataillon Chatillon
- 1910-1914 : chef de bataillon (puis lieutenant-colonel le 24 juin 1910) Prosper Joseph Roux
- 1914 : chef de bataillon Lançon
- 1915 : chef de bataillon Meullé-Desjardins[8]
- 1916 : chefs de bataillon Thévenot, Beauser, Barthelemy, Brisson
- 1917 : chefs de bataillon Chalumeau, Frère
- 1918 : chefs de bataillon Ance, Petitpas
- 1940 : chef de bataillon Celerier
- 1940 : chef de bataillon de Reynies
- 1942 : chef de bataillon Alain Le Ray
- 1943 : chef de bataillon Roland Costa de Beauregard ("bataillon Vercors")
- 1944 : chef de bataillon Roland Costa de Beauregard
- 1947 : chef de bataillon lieutenant-colonel Pierre Tanant
- 1947 : chef de bataillon Paillot
- 1960 : Chef de bataillon, lieutenant-colonel Guy Silve
- 1963 : chef de bataillon Laurens
- 1967 : lieutenant-colonel Di Dominico
- 1969 : lieutenant-colonel Dupoux
- 1971 : colonel Imbert
- 1972-1974 : chef de bataillon Stephen Gonzalez de Linares
- 1974-1976: chef de bataillon Joret
- 1976-1978 : Lieutenant-colonel Parisot
- 1978-1980: Lieutenant colonel Charpe
- 1980-1982: Lieutenant colonel de Saint-Foy
- 1982-1984: Lieutenant colonel Lanthier
- 1984-1986: Lieutenant colonel Rostaing
- 1986-88 : colonel Marc Allamand
- 1988-90 : lieutenant-colonel Baudry
- 1990-92 : lieutenant-colonel de Giuli
- 1992-94 : colonel Neveux
- 2019-2022 : lieutenant-colonel Ricard. Le 21 septembre 2019, le CFIM/27e BIM reçoit la garde du fanion et maintien des traditions du 6e BCA, au château de Vincennes, lors de la commémoration de la Sidi-Brahim et passation de l'Unique Drapeau des Chasseurs à Pied.
- 2022-2024 : lieutenant-colonel WEST
- 2024- : lieutenant-colonel VERDINO

## Personnalités ayant servi au sein du bataillon

### Compagnons de la Libération
- Jean Silvy (1910-1971)
- Charles Hausberger (1911-1943)
- André Lalande (1913-1995)
- André Genet (1914-1945)
- Pierre Dureau (1915-2006)
- François Martin (1916-1944)
- François Bolifraud (1917-1942)
- Paul Schmidt (1917-1983)
- Joseph de Ferrières de Sauvebœuf (1918 - 1944)

### Autres personnalités
- Marie-Georges Picquart (1854-1914), capitaine au sein du régiment en 1880 ( Ministre de la guerre et protagoniste de l'Affaire Dreyfus).
- Raoul Brunon (1892-1917), tué au Chemin des Dames, alors qu'il était sergent au bataillon.
- Jean Renoir
- Pierre Tanant (1909-1988)

## Sources et bibliographie
- Bataillon de chasseurs durant la grande guerre.
- Citations collectives des bataillons de chasseurs de 1914-1918.
- Traditions et symbolique militaire
- Un Chasseur Alpin dans la Guerre et la Résistance de Valon
- Historique du 6e bataillon alpin de chasseurs à pied : campagne 1914-1918, Paris, Chapelot, 1919, 182 p., lire en ligne sur Gallica.